# Onyx (band)
Onyx is een Amerikaanse hardcore rapband uit Queens. Onyx is bekend voor hun agressieve, ruige en gebrulde rap.

## Bezetting
Huidige bezetting
- Fredro Starr (Fredro Scruggs)[4] - (sinds 1989)
- Sonsee (Tyrone Taylor)[5] - (sinds 1989)
- Sticky Fingaz (Kirk Jones)[6] - (sinds 1992)

Voormalig lid
- Big DS (Marlon Fletcher)[7] - (1989–2003, †)

## Geschiedenis
Onyx werd geformeerd in 1989 door Fredro Starr, Sonee Seeza en Big DS. Hun eerste publicatie was de vinylsingle Ah, and we do it like this (1989). Daarvan werd echter geen notitie genomen. Pas toen in 1992 Starrs neef Sticky Fingaz bij de band kwam en een demo werd aangeboden aan Jam Master Jay van Run-DMC, kreeg de carrière van de kaalkoppen uit Queens vleugels. Van hun eerste album Bacdafucup (1993) werden twee miljoen exemplaren verkocht, hetgeen voor rap voorbij de mainstream toentertijd opmerkelijk was. De single Slam van dit album werd een miljoen maal verkocht. Na dit album verliet Big DS de band wegens onbekende redenen.
In 1993 verscheen voor de film Judgment Night een soundtrack, waarin rock- en hiphopbands samen songs voor het conceptalbum bijstuurden. Onyx nam samen met de eveneens uit New York afkomstige hardcoreband Biohazard de titelsong op. De daarbij behorende video maakte Onyx ook bekend bij de metal-fractie. Onyx werkte nog twee verdere keren samen met Biohazard: als band bij de remix van Slam en in de persoon van Sticky Fingaz op het Biohazard-album New World Disorder bij de gelijknamige song. In 1995 verscheen het tweede album All We Got Iz Us. Het muzikaal zeer somber gehouden album was net als zijn voorganger niet geschikt voor de radio en verkocht slechts 500.000 keer.
In 1998 verscheen het volgende album Shut 'Em Down, eveneens uitgebracht bij Def Jam Recordings. Bij de verkoopcijfers lag dit album tussen de eerste beiden in. Daarna werd het voor een poos rustig rond Onyx, hetgeen hoofdzakelijk te maken had met diverse soloprojecten, waaronder ook meerdere tourneetjes van Fredro Starr op filmgebied. Uiteindelijk verscheen in 2002 het eveneens tamelijk agressieve en slechts matig succesvolle album Bacdafucup Pt. II bij Koch Records. Reeds een jaar later werd het album Triggernometry uitgebracht bij het onafhankelijke label D3 Entertainment. Ondanks de ontbrekende promotie en afzet was het desondanks in ieder geval een financieel succes voor de band, omdat de voorwaarden bij het nieuwe label beter waren dan bij Def Jam. 
Voormalig bandlid Big DS overleed op 22 mei 2003 op 30-jarige leeftijd aan de gevolgen van kanker in Jamaica, in de stadswijk Queens. Fredro Starr en Sticky Fingaz waren tijdens de opvolgende periode vooral werkzaam als acteur. 
In de zomer van 2006 startte Fredro Starr met Yung Onyx een nieuw project. De eerste mixtape Bang Out Part 1 verscheen in september 2006. In de herfst van 2007 verscheen de Madface Clothing Line. Bovendien werd de instrumentale versie van Last Dayz gebruikt in de film 8 Mile van Eminem.
In 2008 verscheen de dvd Onyx: 15 Years of Videos, History & Violence met alle tot dan toe opgenomen muziekvideo's van de band en de afzonderlijke leden met niet verplicht commentaar en zeldzame opnamen uit de vroege jaren 1990. Voor de compilatiealbums Cold Case Files: Murda Investigation (2008) en Cold Case Files Vol. 2 (2012) werkte Onyx onder andere samen met Method Man en Naughty by Nature. De nieuwe single Belly of the Beast met video, die was bestemd voor het album CUZO, verscheen in 2012. Na een feature op A$AP Fergs album Trap Lord (2013) bracht Onyx in het voorjaar van 2014 het volledig door het producententeam Snowgoons geproduceerde album Wakedafucup uit. Het representeerde de eerste publicatie na meer dan tien jaar en bevatte gastaandelen van Sean Price, Papoose en Cormega. Uit het album kwam de single We Don't Fuckin Care (feat. A$AP Ferg & Sean Price).

## Discografie

### Singles
- 1992:	Throw Ya Gunz
- 1993:	Slam
- 1993: Shiftee
- 1993: Judgment Night (met Biohazard)
- 1995: Live Niguz
- 1995:	Last Dayz
- 1998: React (met 50 Cent, Bonifucco, Still Livin' & X-1)
- 1998: The Worst (met Wu-Tang Clan)
- 1998: Shut 'em Down (met DMX)
- 1999:	Roc-In-It (met DeeJay Punk-Roc)
- 2002: Slam Harder
- 2004:	Every Little Time (met Gemma J)
- 2012: Belly Of The Beast
- 2014: We Don't Fuckin' Care (met ASAP Ferg & Sean Price)

### Studioalbums
- 1993:	Bacdafucup
- 1995:	All We Got Iz Us
- 1998:	Shut 'Em Down
- 2002:	Bacdafucup Part II
- 2003: Triggernometry
- 2008: Cold Case Files
- 2012: Cold Case Files Volume 2
- 2014: Wakedafucup
- 2015: Against All Authorities
- 2018: Black Rock